# Arisaema kawashimae
Arisaema kawashimae là một loài thực vật có hoa trong họ Ráy (Araceae). Loài này được Seriz. mô tả khoa học đầu tiên năm 1980.